# Aeroporto de Jaufe
O aeroporto de Jaufe (em árabe: مطار الجوف المحلي, IATA AJF, ICAO: OESK) é um aeroporto que serve Sacaca, uma cidade na província de Jaufe, Arábia Saudita. O aeroporto mais próximo é o Aeroporto de Guraiate.

## Facilidades
O aeroporto situa-se a uma altitude de 2.261 pés (689 m) acima do nível médio do mar. Possui uma pista designada 10/28 com uma superfície de asfalto de 3,661 por 45 metros (12,011 pés x 148 pés).